# Jean Louis Prévost (Mediziner, 1838)
Jean Louis Prévost (* 12. Mai 1838 in Genf; † 12. September 1927 in Genf) war ein Schweizer Neurologe.

## Leben
Jean Louis Prévost war der Sohn von Guillaume Prévost (1799–1839). Er studierte Medizin in Zürich, Berlin und Wien und wurde 1864 in Paris unter Alfred Vulpian Assistent. Im selben Jahr hatte er, noch als Student, zusammen mit
Jules Cotard (1840–1889) eine Arbeit zur Gehirnerweichung, außerdem in Alleinarbeit eine Schrift zur Infantilen Zerebralparese und zur Blickdeviation bei einseitigen Hirnläsionen veröffentlicht. Letzteres trägt als Zeichen heute seinen Namen.
Im Jahr 1868 erhielt er in Paris den Doktortitel und kehrte danach in seine Heimatstadt Genf zurück.
Hier arbeitete er zusammen mit dem englischen Neurologen Augustus Volney Waller in einem von ihm selbst unterhaltenen Labor. Zu seinen Schülern zählten Joseph Jules Dejerine und Paul Charles Dubois (1848–1918). Die 1876 neu gegründete medizinische Fakultät der  Universität Genf berief ihn zum Professor für Therapie. Nach dem Tod von Moritz Schiff wurde er 1897 Professor für Physiologie und hatte den Lehrstuhl bis 1913 inne.
Prévost führte die moderne Physiologie in die medizinische Praxis in Genf ein. In seinem Labor entstand eine große Zahl beachteter Arbeiten, die meisten erschienen in der Zeitung Travaux du laboratoire de physiologie. In der Zeitschrift  Journal de physiologie et de pathologie générale veröffentlichte er 1899 und 1900 mit Frédéric Battelli die ersten Untersuchungen zur Behandlung des Kammerflimmerns durch elektrischen Strom (Im Tierexperiment hatten sie ab 1899 erfolgreich flimmernde Hundeherzen defibrilliert). Im Jahr 1881 Prévost mit Constant-Edouard Picot (1844–1931) und Jacques-Louis Reverdin (1842–1929) die Revue médicale de la Suisse romande, die in Lausanne erschien.
Er erblindete in seinen letzten Lebensjahren und starb am 12. September 1927 nach einem operativen Eingriff.

## Ehrungen
1913 wurde er zum Mitglied der Deutschen Akademie der Naturforscher Leopoldina gewählt.

## Schriften und Werke
Prévost veröffentlichte insgesamt mehr als 60 Bücher und wissenschaftliche Artikel.
- mit Jules Cotard: Etudes physiologiques et pathologiques sur le ramollissment cérébral. Mémoire lu à la Société de Biologie dans le mois de décembre 1865.
- Observation de paralysie infantile; lésions des muscles et de la moelle. Comptes rendus et Mémoires de la Société de Biologie 1865, 17:215-218.
- De la déviation conjugée des yeux et de la rotation de la tête dans certains cas d'hémiplégie. Dissertation. Paris, 1868.